# Archinemapogon bacurianus
Archinemapogon bacurianus är en fjärilsart som beskrevs av Aleksei Konstantinovich Zagulajev 1962. Archinemapogon bacurianus ingår i släktet Archinemapogon och familjen äkta malar. Inga underarter finns listade i Catalogue of Life.